# Comparettia brevis
Comparettia brevis är en orkidéart som först beskrevs av Rudolf Schlechter, och fick sitt nu gällande namn av Mark W. Chase och Norris Hagan Williams. Comparettia brevis ingår i släktet Comparettia, och familjen orkidéer.
Artens utbredningsområde är Peru. Inga underarter finns listade i Catalogue of Life.